# О Руж

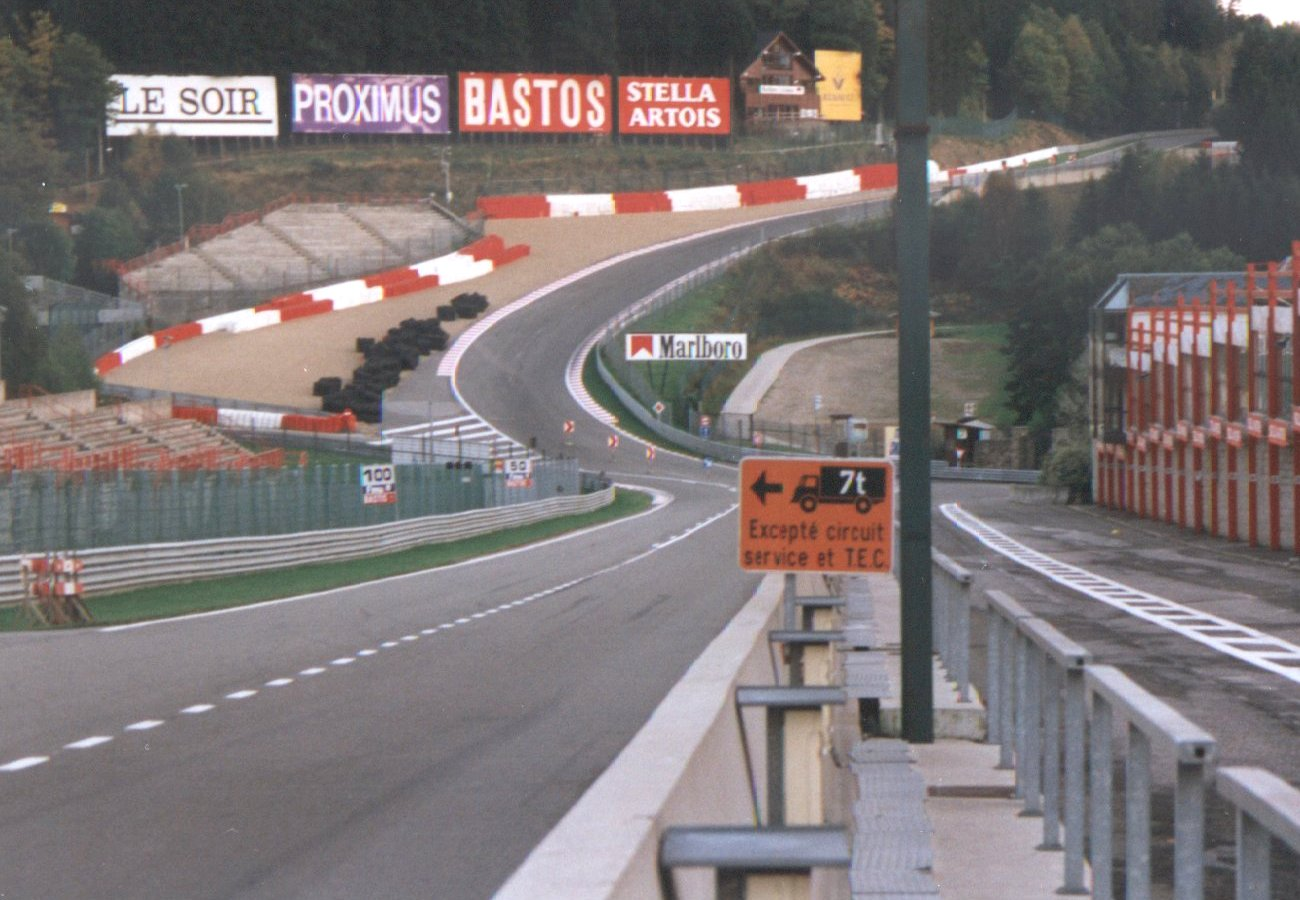
Поворот «О Руж» в 1997 году

Поворот «О Ру́ж» (фр. Raidillon de l'Eau Rouge — поворот «Красная вода») — связка скоростных поворотов (левый-правый-левый) на трассе Спа-Франкоршам в Бельгии, где традиционно проходит Гран-при Бельгии Формулы-1. О Руж считается одним из самых трудных и зрелищных поворотов на гоночных трассах во всём мире.

## Расположение

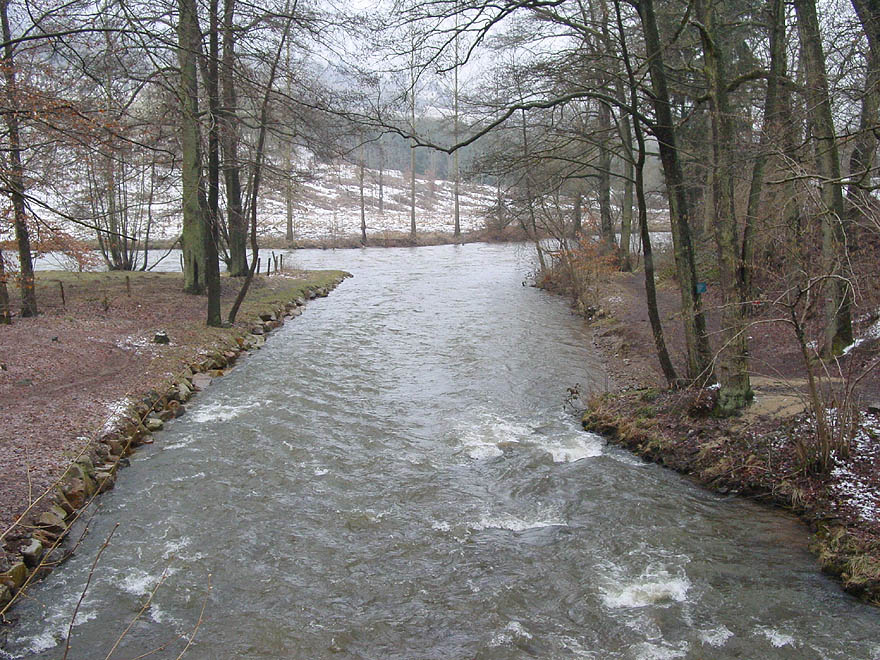
Река О Руж в месте её впадения в Амблев

Поворот расположен в том месте, где трасса пересекает небольшую 15-километровую реку О Руж, которая и дала название повороту. Начинается он после прямой, идущей вниз от первого поворота трассы, на которой машины Формулы-1 разгоняются свыше 300 км/ч. Сама связка состоит из левого поворота, завершающего спуск, затем правого, по ходу которого трасса очень круто поднимается в гору, и завершающего левого на вершине холма. После него также следует очень длинная прямая, постепенно поднимающаяся к связке «Лекомб».
Строго говоря, название «О Руж» носит только первый левый поворот; последующая связка правого и левого называется Радийон (фр. Raidillon, 'поворот, крутой участок'). Однако в спортивной прессе последний упоминается редко, и под именем «О Руж» известна вся связка из трёх поворотов.
Хотя автодром Спа-Франкоршам существует с 1924 года, связка «О Руж — Радийон» в нынешнем виде появилась на нём не сразу. Изначально трасса после поворота «О Руж» шла по долине реки О Руж, огибая холм и постепенно сворачивая к связке «Лекомб». Затем при реконструкции трассы было решено сократить этот её отрезок, и длинная дорога вокруг холма была заменена более коротким отрезком, поднимающимся прямо на холм. Соответственно была перестроена и последующая прямая, ведущая к Лекомб, что также сократило длину трассы.

## Прохождение поворота в гонках

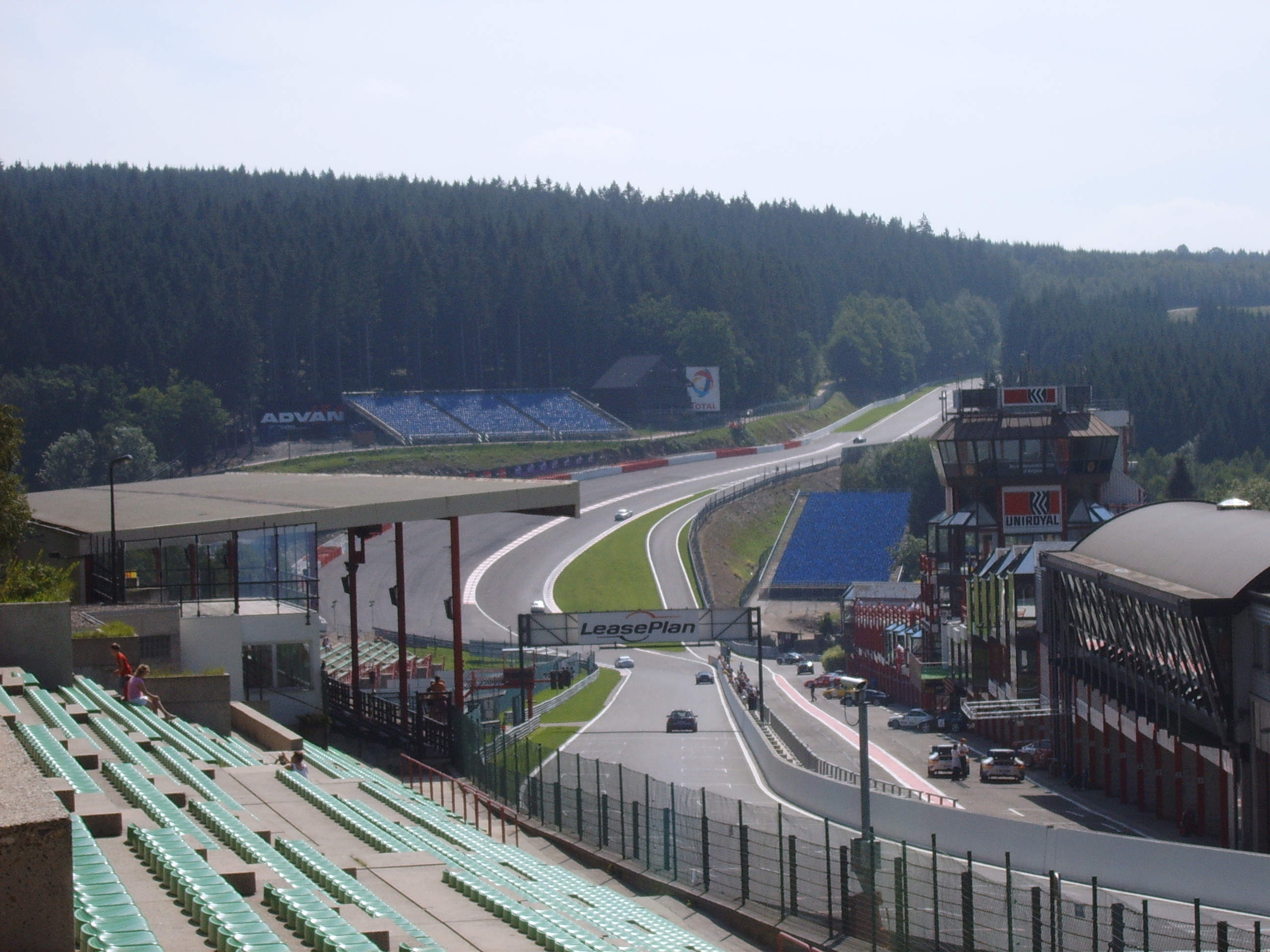
Поворот «О Руж» с дальнего расстояния

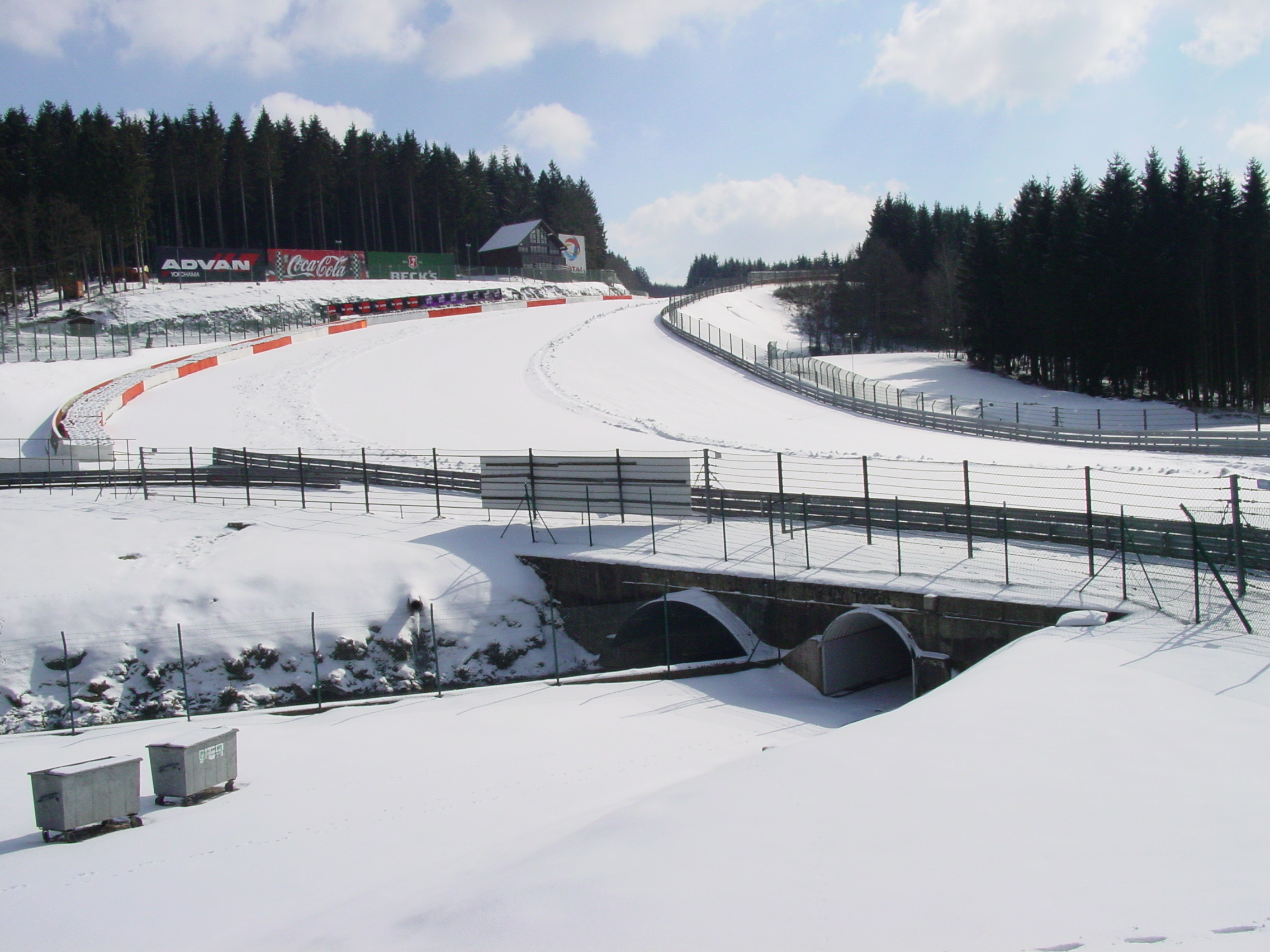
Поворот «О Руж» зимой, виден мост через реку О Руж

Прохождение поворота «О Руж» осложняется главным образом тем, что из-за крутого подъёма при прохождении правого поворота гонщик видит перед собой лишь сплошную стену асфальта, и последний левый поворот совершается практически вслепую. Двукратный чемпион мира Формулы-1 Фернандо Алонсо так описывал прохождение этого поворота:

Вы входите в первый поворот на спуске, потом направление поворота внезапно меняется, и одновременно идёт очень крутой подъём в гору. Из кокпита машины выход из поворота не виден, и когда вы поднимаетесь на гребень холма, то ещё не знаете, где окажется ваша машина. Это очень важный поворот и в квалификации, и в гонке, потому что после него идёт очень длинная прямая, и если в её начале вы не набрали достаточную скорость, то можете потерять много времени. Кроме того, этот поворот даёт гонщику множество эмоциональных ощущений, его переживаешь заново на каждом круге. В нижней точке после первого поворота гонщик испытывает достаточно сильные перегрузки, это очень необычно и тоже добавляет впечатлений.

Правильное прохождение поворота «О Руж» требует от гонщика очень хорошей квалификации, и к концу последующей прямой, если пилот прошёл О Руж по наилучшей траектории и не снижал скорость, нередко появляется возможность для обгона впереди идущего пилота, если тот проходил О Руж на меньшей скорости. Машины обычного дорожного класса, при соответствующем навыке водителя, могут проходить связку «О Руж» на скорости 160—180 км/ч; современные машины Формулы-1 — на скорости свыше 300 км/ч.
До недавнего времени прохождение поворота «О Руж» на машине Формулы-1 совсем без снижения скорости считалось крайне сложной задачей, с которой мало кто справлялся. Одним из тех, кто постоянно пытался это делать, был Жак Вильнёв. Он отзывался о повороте «О Руж» так:

Не каждый пилот в состоянии пройти этот поворот «в пол», не сбавляя скорость. Но если ты это сделал — ты по-настоящему можешь гордиться собой. Это единственная шикана, проходя которую пилот понимает, что может пройти её «в пол», но нога сама поднимается с педали газа. Очень трудно заставить себя не поднимать ногу с педали и сказать себе «нет, всё нормально». Очень необычное ощущение. Выигрыш может достичь двух десятых на круге. Это стоит того. Но риск всё-таки выше.

Деймон Хилл в своей книге «Свой взгляд на Ф-1. Мир Формулы-1 изнутри» также писал:

Иногда кое-где, например, в «О Руж» — скоростном повороте в конце главной прямой трассы в Спа — приходится убеждать себя, что ты сможешь его пройти, вжав педаль в пол, и именно такой вызов тебя мотивирует, ведь все мы стремимся достичь предела и доказать скептикам, что они не правы.

Однако в последние годы прижимная сила у машин Формулы-1 сильно возросла, к тому же в 2002 году поворот Радийон был немного перестроен, и сейчас при сухой погоде и удачном стечении гоночных обстоятельств связку «О Руж — Радийон» способны проходить без снижения скорости многие пилоты. Тем не менее, все гонщики признают, что поворот остался очень сложным, и необходима максимальная концентрация для его успешного прохождения.

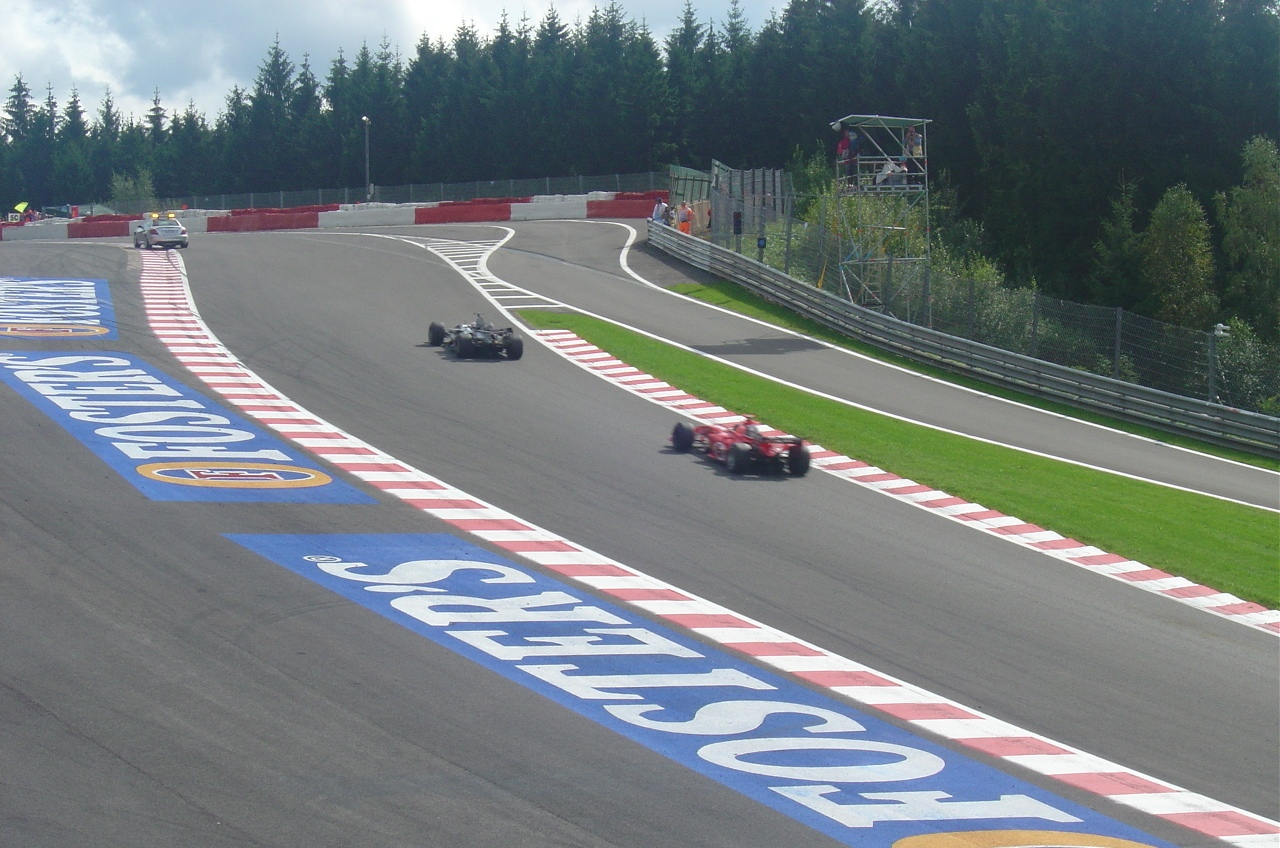
Вид на поворот с трибуны во время Гран-при Бельгии 2004 года

Потеря контроля над машиной при прохождении этого поворота обычно приводит к немедленному сходу. На подъёме прижимная сила очень велика, и аварии происходят обычно в конце связки, где профиль трассы резко меняется и велика опасность потери сцепления машины с асфальтом. При этом машина срывается с трассы в последнем повороте связки, расположенном в верхней точке холма, и на высокой скорости ударяется о стену. Из-за набранной в ходе подъёма инерции машина как бы взлетает над трассой, и хотя на вершине холма с внешней стороны поворота расположены достаточно широкие гравийные зоны безопасности, обычно они не спасают положение, и избежать удара о стену не удаётся.

## Аварии
В повороте «О Руж» не раз происходили серьёзные аварии — как в ходе Гран-при Формулы-1, так и в других гонках.
В 1985 году перспективный гонщик Формулы-1 Штефан Беллоф, выступая на трассе Спа-Франкоршам в 1000 километровой гонке на выносливость за рулем Porsche 956B попытался в повороте «О Руж» обогнать слева Porsche 962С лидировавшего Жаки Икса, на входе в поворот прототипы столкнулись и полетели вверх к отбойнику, болид Беллофа врезался в железный отбойник на скорости около 200 км/ч, гонщик погиб мгновенно.
В 1993 году на свободных заездах перед Гран-при Бельгии пилот команды Лотус Алессандро Дзанарди вылетел с трассы в конце связки «О Руж», на вершине холма, при этом его машину развернуло так, что последующий удар в стену получился практически лобовым, на скорости около 250 км/ч. Ехавший следом Айртон Сенна остановил свою машину и побежал помогать пострадавшему Занарди. В результате этой аварии итальянец получил ушиб спинного мозга и смещение одного из позвонков, из-за чего левая сторона туловища долго оставалась парализованной. Лишь спустя несколько месяцев он снова смог ходить.
В квалификации перед Гран-при Бельгии 1999 года аварию в связке «О Руж» с промежутком в несколько минут потерпели оба пилота команды БАР — Жак Вильнёв и Рикардо Зонта, причём аварийные ситуации были практически одинаковы. Оба пилота, пытаясь пройти О Руж и Радийон без снижения скорости, не сумели удержать свои машины на трассе; оба болида сорвались на внешнюю сторону последнего левого поворота и ударились бортом о резиновые покрышки, прикрывавшие бетонную стену-ограничитель. Машины обоих пилотов после контакта со стеной перевернулись, но машина Вильнёва осталась лежать неподалёку от места столкновения, а машина Зонты, уже перевёрнутая, перелетела на другую сторону трассы и лишь там увязла в гравии. Оба пилота почти не пострадали, смогли достаточно быстро выбраться из-под своих машин и уже на следующий день вновь участвовали в гонке. Вильнёв позже говорил: «Это была моя лучшая авария! Но Зонта улетел ещё зрелищнее». Эта ситуация дала повод для насмешек над пилотами: например, английский комик Джим Бамбер изображал спортивного директора команды БАР Крейга Поллока якобы говорящим Зонте: «Вильнёв лучше всех проходит поворот «О Руж», так что смотри на него и делай всё в точности так же!»
31 августа 2019 года, в результате аварии на втором круге гонки, в повороте погиб французский пилот Формулы-2 Антуан Юбер, а Хуан-Мануэль Корреа получил серьёзные переломы стоп и несколько дней находился в искусственной коме.

## Факты
После гибели в 1994 году Роланда Ратценбергера и Айртона Сенны конфигурация многих быстрых поворотов в последующих гонках сезона была искусственно изменена (с помощью временных сооружений) для снижения скорости. В числе других был ограничен и поворот «О Руж»; в той его части, где не должны были проезжать машины, нанесли надпись «Айртон, нам тебя не хватает». Но уже в следующем году поворот «О Руж» вернулся в свою обычную конфигурацию.
Известность поворота «О Руж» и восхищение им со стороны многих пилотов и болельщиков привели к тому, что при строительстве автодрома под Стамбулом, на котором с 2005 по 2011  года проходил Гран-при Турции, был предусмотрен поворот примерно такой же конфигурации на задней прямой. Сам поворот «О Руж» проложен по естественному рельефу (трасса Спа-Франкоршам расположена в отрогах Арденнских гор), а холм для поворота на турецком автодроме был насыпан искусственно.
Перепад высот в О Руж составляет 35 метров.